# خائیمه کامینو
خائیمه کامینو (اسپانیایی: Jaime Camino‎؛ ۱۱ ژوئن ۱۹۳۶ – ۴ دسامبر ۲۰۱۵) کارگردان فیلم، فیلم‌نامه‌نویس و تهیه‌کننده فیلم اهل اسپانیا بود.
از فیلم‌ها یا مجموعه‌های تلویزیونی که وی در آن‌ها نقش داشته است، می‌توان به «زمستان بلند» اشاره نمود.